# Leichtathletik-Weltmeisterschaften 2005/800 m der Männer

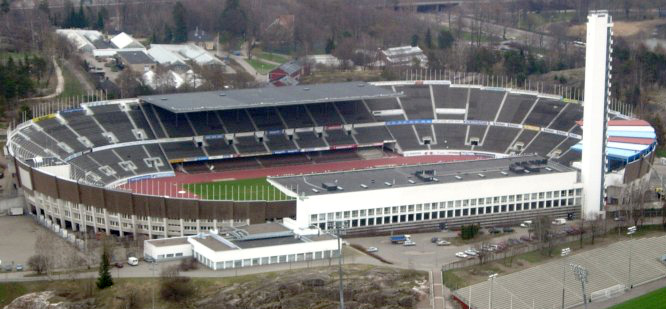
Das Olympiastadion in Helsinki im Mai 2005

Der 800-Meter-Lauf der Männer bei den Leichtathletik-Weltmeisterschaften 2005 wurde vom 11. und 14. August 2005 im Olympiastadion der finnischen Hauptstadt Helsinki ausgetragen.
Seinen zweiten Weltmeistertitel errang Rashid Ramzi aus Bahrain. Vier Tage zuvor hatte er auch das Rennen über 1500 Meter für sich entschieden. Er gewann vor dem russischen Olympiasieger von 2004 Juri Borsakowski, der auch bei den Weltmeisterschaften 2003 die Silbermedaille errungen hatte. Bei den Europameisterschaften 2002 war er mit der 4-mal-400-Meter-Staffel seines Landes Zweiter geworden. Bronze ging an den Kenianer William Yiampoy, der bereits zwei Medaillen bei den Afrikameisterschaften gewonnen hatte (2002: Silber / 2004: Gold).

## Bestehende Rekorde
| Weltrekord               | 1:41,11 min | Wilson Kipketer  | Köln, Deutschland       | 24. August 1997   |
| Weltmeisterschaftsrekord | 1:43,06 min | Billy Konchellah | WM 1987 in Rom, Italien | 1. September 1987 |

Der bestehende WM-Rekord wurde bei diesen Weltmeisterschaften nicht eingestellt und nicht verbessert.
Es wurden zwei Landesrekorde aufgestellt:
- 1:44,33 min – Gary Reed (Kanada), 3. Halbfinale am 12. August
- 1:45,88 min – Sajad Moradi (Iran), 3. Halbfinale am 12. August

## Vorrunde
Die Vorrunde wurde in sechs Läufen durchgeführt. Die ersten drei Athleten pro Lauf – hellblau unterlegt – sowie die darüber hinaus sechs zeitschnellsten Läufer – hellgrün unterlegt – qualifizierten sich für das Halbfinale.

### Vorlauf 1
11. August, 20:20 Uhr
| Platz | Name                | Nation         | Zeit (min) |
| ----- | ------------------- | -------------- | ---------- |
| 1     | Rashid Ramzi        | Bahrain        | 1:46,17    |
| 2     | James McIlroy       | Großbritannien | 1:46,44    |
| 3     | Mbulaeni Mulaudzi   | Südafrika      | 1:46,85    |
| 4     | René Herms          | Deutschland    | 1:47,07    |
| 5     | Berhanu Alemu       | Äthiopien      | 1:47,37    |
| 6     | Osmar dos Santos    | Brasilien      | 1:47,74    |
| 7     | Lee Jae-Hoon        | Südkorea       | 1:47,90    |
| 8     | Tom Omey            | Belgien        | 1:49,62    |
| DNS   | Ismail Ahmed Ismail | Sudan          |            |

### Vorlauf 2

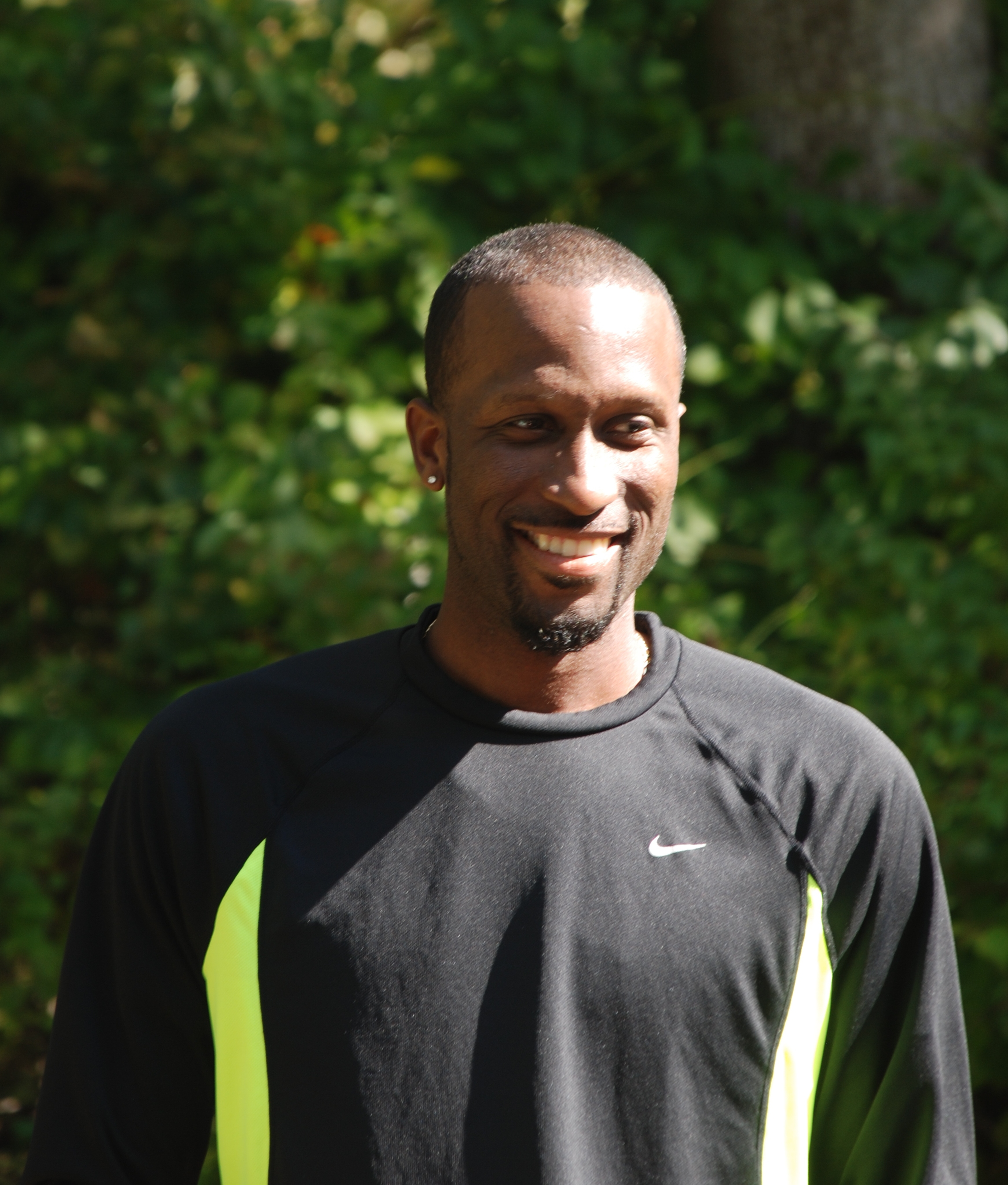
Moise Joseph schaffte es als Siebter seines Vorlaufs nicht ins Halbfinale

11. August, 20:28 Uhr
| Platz | Name              | Nation        | Zeit (min)                                             |
| ----- | ----------------- | ------------- | ------------------------------------------------------ |
| 1     | Mehdi Baala       | Frankreich    | 1:46,57                                                |
| 2     | Wilfred Bungei    | Kenia         | 1:46,71                                                |
| 3     | Khadevis Robinson | USA           | 1:46,74                                                |
| 4     | Dmitri Bogdanow   | Russland      | 1:46,88                                                |
| 5     | Paweł Czapiewski  | Polen         | 1:46,93                                                |
| 6     | Mohammad al-Azemi | Kuwait        | 1:47,05                                                |
| 7     | Moise Joseph      | Haiti         | 1:48,28                                                |
| 8     | Yeimer López      | Kuba          | 1:52,24                                                |
| DSQ   | Geramias Da Silva | Guinea-Bissau | IAAF Rule 163.5 – Bahnverlassen vor der Übergangslinie |

### Vorlauf 3
11. August, 20:36 Uhr
| Platz | Name               | Nation     | Zeit (min)                       |
| ----- | ------------------ | ---------- | -------------------------------- |
| 1     | Juri Borsakowski   | Russland   | 1:50,14                          |
| 2     | William Yiampoy    | Kenia      | 1:50,14                          |
| 3     | Djabir Saïd-Guerni | Algerien   | 1:50,16                          |
| 4     | Jason Stewart      | Neuseeland | 1:50,35                          |
| 5     | Dmitrijs Miļkevičs | Lettland   | 1:50,44                          |
| 6     | Fabiano Peçanha    | Brasilien  | 1:50,89                          |
| 7     | Paskar Owor        | Uganda     | 1:51,72                          |
| 8     | Rodrigo Trinidad   | Paraguay   | 1:55,43                          |
| DSQ   | Samwel Mwera       | Tansania   | IAAF Rule 163.3 – Bahnübertreten |

### Vorlauf 4

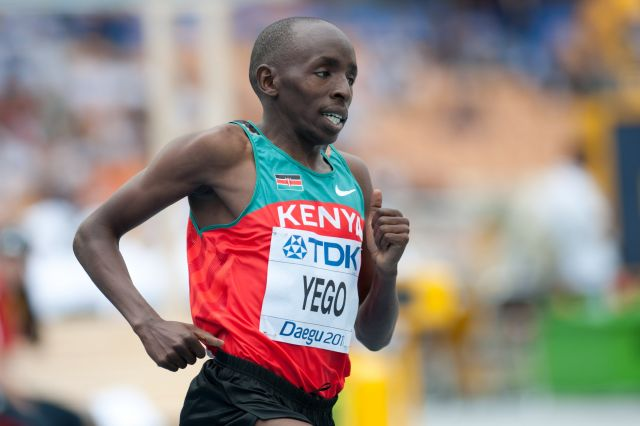
Alfred Kirwa Yego verfehlte den Einzug ins Halbfinale um einen Rang
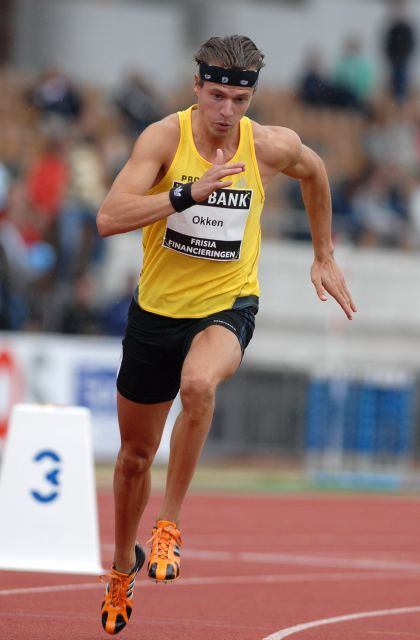
Für Arnoud Okken reichte es mit seinem fünften Platz im vierten Vorlauf nicht in die nächste Runde
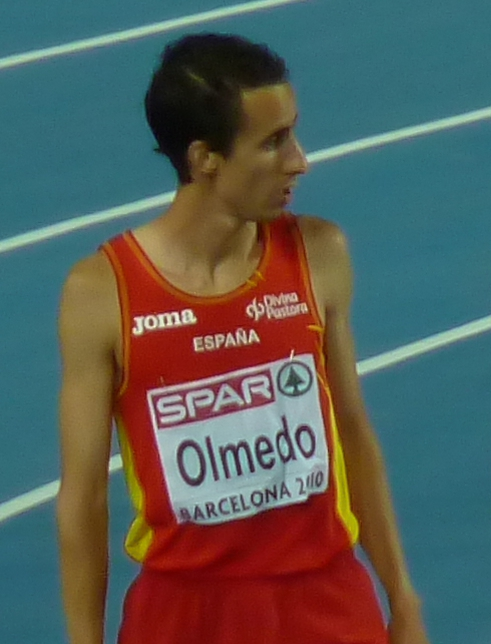
Manuel Olmedo beendete sein Vorrundenrennen vorzeitig

11. August, 20:44 Uhr
| Platz | Name               | Nation      | Zeit (min) |
| ----- | ------------------ | ----------- | ---------- |
| 1     | Yusuf Saad Kamel   | Bahrain     | 1:47,65    |
| 2     | David Krummenacker | USA         | 1:47,82    |
| 3     | Mouhssin Chehibi   | Marokko     | 1:48,17    |
| 4     | Alfred Kirwa Yego  | Kenia       | 1:48,72    |
| 5     | Arnoud Okken       | Niederlande | 1:48,95    |
| 6     | Fadrique Iglesias  | Bolivien    | 1:49,57    |
| 7     | Onalenna Baloyi    | Botswana    | 1:50,18    |
| DNF   | Manuel Olmedo      | Spanien     |            |

### Vorlauf 5

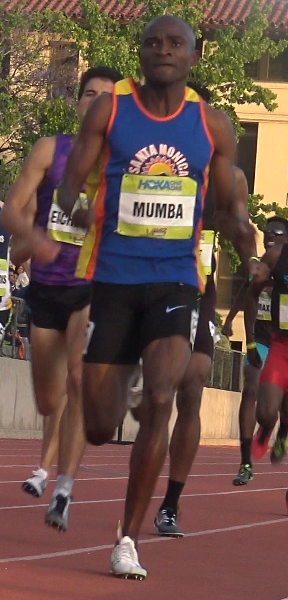
Prince Mumba blieb als Achter im fünften Vorlauf chancenlos

11. August, 20:52 Uhr
| Platz | Name                 | Nation              | Zeit (min) |
| ----- | -------------------- | ------------------- | ---------- |
| 1     | Antonio Manuel Reina | Spanien             | 1:47,14    |
| 2     | Gary Reed            | Kanada              | 1:47,23    |
| 3     | Amine Laalou         | Marokko             | 1:47,62    |
| 4     | André Bucher         | Schweiz             | 1:47,97    |
| 5     | Maurizio Bobbato     | Italien             | 1:48,36    |
| 6     | Juha Kukkamo         | Finnland            | 1:48,69    |
| 7     | Sherridan Kirk       | Trinidad und Tobago | 1:48,77    |
| 8     | Prince Mumba         | Sambia              | 1:49,10    |

### Vorlauf 6
11. August, 21:00 Uhr
| Platz | Name               | Nation        | Zeit (min)                       |
| ----- | ------------------ | ------------- | -------------------------------- |
| 1     | Belal Mansoor Ali  | Bahrain       | 1:47,16                          |
| 2     | Sajad Moradi       | Iran          | 1:47,18                          |
| 3     | Mohammed al-Salhi  | Saudi-Arabien | 1:47,27                          |
| 4     | Eugenio Barrios    | Spanien       | 1:47,53                          |
| 5     | Achraf Tadili      | Kanada        | 1:48,42                          |
| 6     | Rizak Dirshe       | Schweden      | 1:48,43                          |
| 7     | Kevin Hicks        | USA           | 1:50,00                          |
| DSQ   | Majed Saeed Sultan | Katar         | IAAF Rule 163.3 – Bahnübertreten |

## Halbfinale
In den drei Halbfinalläufen qualifizierten sich die jeweils ersten beiden Athleten – hellblau unterlegt – sowie die darüber hinaus zwei zeitschnellsten Läufer – hellgrün unterlegt – für das Finale.

### Halbfinallauf 1

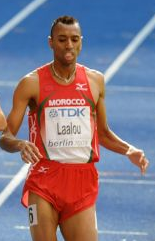
Amine Laalou schied als Fünfter seines Rennens im Halbfinale aus
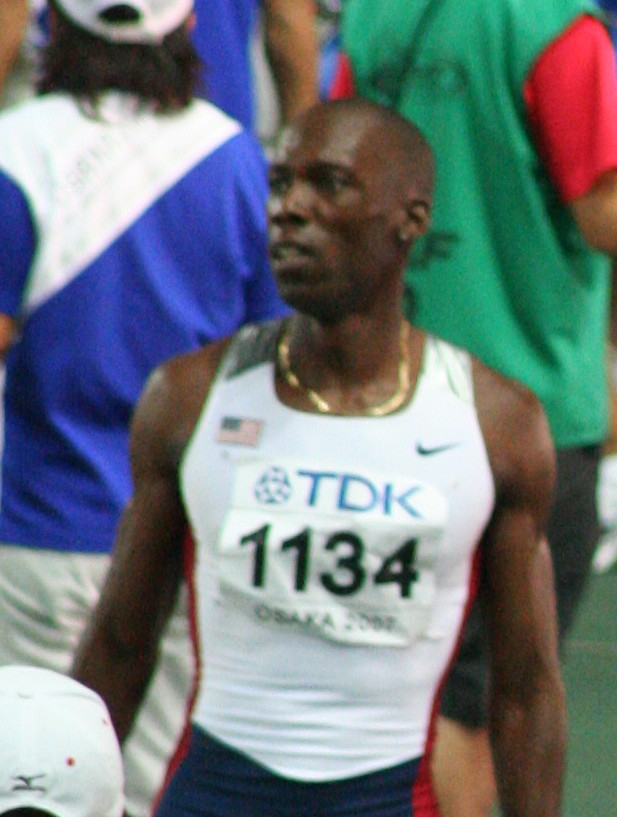
Khadevis Robinson erreichte das Halbfinale und landete dort abgeschlagen auf dem letzten Platz

12. August, 19:45 Uhr
| Platz | Name               | Nation   | Zeit (min) |
| ----- | ------------------ | -------- | ---------- |
| 1     | Juri Borsakowski   | Russland | 1:44,26    |
| 2     | Rashid Ramzi       | Bahrain  | 1:44,30    |
| 3     | William Yiampoy    | Kenia    | 1:44,51    |
| 4     | Djabir Saïd-Guerni | Algerien | 1:44,80    |
| 5     | Amine Laalou       | Marokko  | 1:45,05    |
| 6     | Mohammad al-Azemi  | Kuwait   | 1:48,02    |
| 7     | Eugenio Barrios    | Spanien  | 1:48,76    |
| 8     | Khadevis Robinson  | USA      | 1:49,13    |

### Halbfinallauf 2

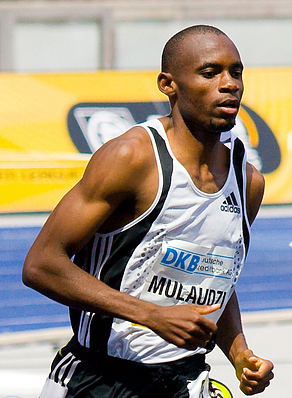
Mbulaeni Mulaudzi verpasste den Finaleinzug um einen Rang
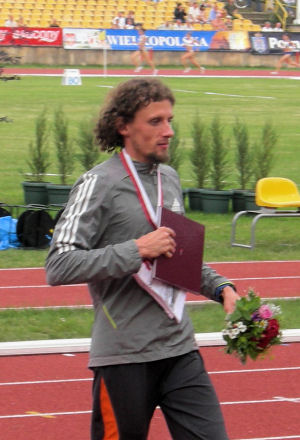
Paweł Czapiewskis vierter Platz in seinem Halbfinale reichte nicht zur Teilnahme am Endlauf

12. August, 19:53 Uhr
| Platz | Name                 | Nation        | Zeit (min) |
| ----- | -------------------- | ------------- | ---------- |
| 1     | Belal Mansoor Ali    | Bahrain       | 1:45,35    |
| 2     | Mehdi Baala          | Frankreich    | 1:45,40    |
| 3     | Mbulaeni Mulaudzi    | Südafrika     | 1:45,73    |
| 4     | Paweł Czapiewski     | Polen         | 1:46,33    |
| 5     | Dmitri Bogdanow      | Russland      | 1:46,83    |
| 6     | Antonio Manuel Reina | Spanien       | 1:46,89    |
| 7     | Berhanu Alemu        | Äthiopien     | 1:47,66    |
| 8     | Mohammed al-Salhi    | Saudi-Arabien | 1:47,99    |

### Halbfinallauf 3

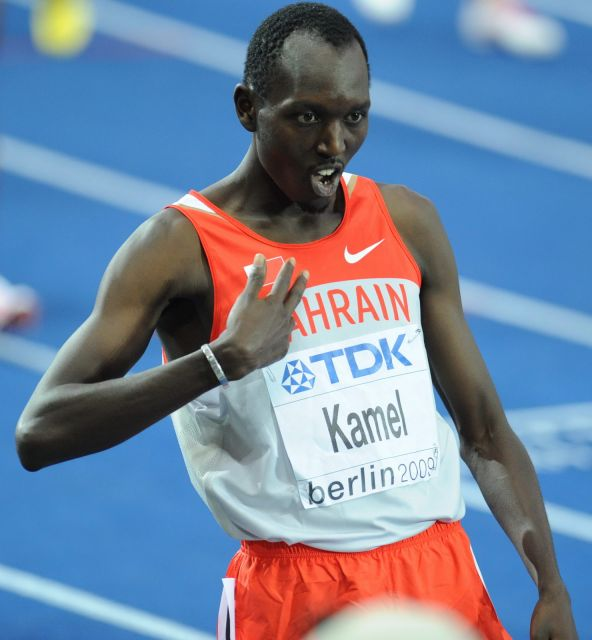
Als Neuntschnellster aller drei Halbfinals verpasste Yusuf Saad Kamel das Finale um eine Zehntelsekunde
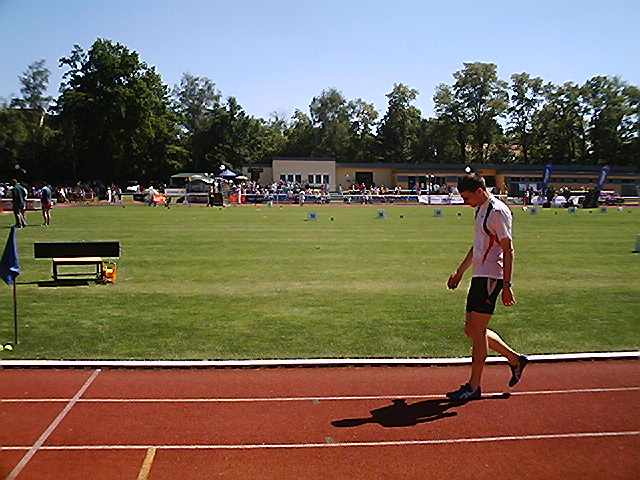
René Herms schied als Vierter seines Rennens im Halbfinale aus

12. August, 20:01 Uhr
| Platz | Name               | Nation         | Zeit (min) |
| ----- | ------------------ | -------------- | ---------- |
| 1     | Gary Reed          | Kanada         | 1:44,33 NR |
| 2     | Wilfred Bungei     | Kenia          | 1:44,41    |
| 3     | Yusuf Saad Kamel   | Bahrain        | 1:44,90    |
| 4     | René Herms         | Deutschland    | 1:45,21    |
| 5     | Mouhssin Chehibi   | Marokko        | 1:45,82    |
| 6     | Sajad Moradi       | Iran           | 1:45,88 NR |
| 7     | James McIlroy      | Großbritannien | 1:45,99    |
| 8     | David Krummenacker | USA            | 1:46,76    |

## Finale

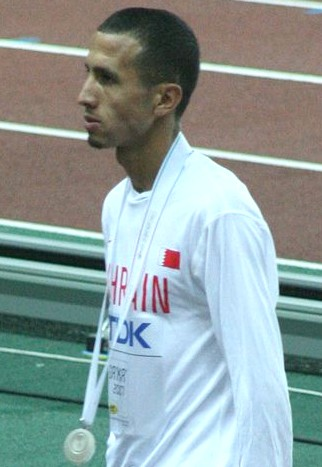
Nach seinem Sieg über 1500 Meter wurde Rashid Ramzi auch auf der kürzeren Mittelstrecke Weltmeister

14. August, 19:30 Uhr
| Platz | Name               | Nation     | Zeit (min) |
| ----- | ------------------ | ---------- | ---------- |
| 1     | Rashid Ramzi       | Bahrain    | 1:44,24    |
| 2     | Juri Borsakowski   | Russland   | 1:44,51    |
| 3     | William Yiampoy    | Kenia      | 1:44,55    |
| 4     | Wilfred Bungei     | Kenia      | 1:44,98    |
| 5     | Djabir Saïd-Guerni | Algerien   | 1:45,41    |
| 6     | Mehdi Baala        | Frankreich | 1:45,32    |
| 7     | Belal Mansoor Ali  | Bahrain    | 1:45,55    |
| 8     | Gary Reed          | Kanada     | 1:46,20    |

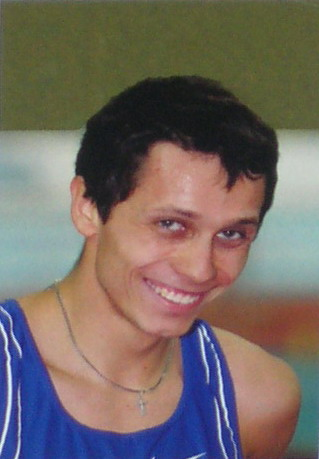
Juri Borsakowski, aktueller Olympiasieger, wurde wie vor zwei Jahren Vizeweltmeister
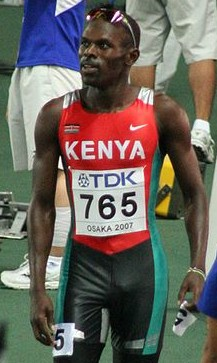
Wilfried Bungei, 2001 Vizeweltmeister, kam auf den vierten Platz
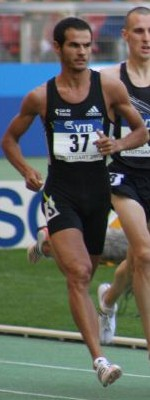
Der 1500-Meter-Vizeweltmeister von 2003 Mehdi Baala war auf seiner Spezialstrecke im Halbfinale ausgeschieden und erreichte hier den sechsten Rang

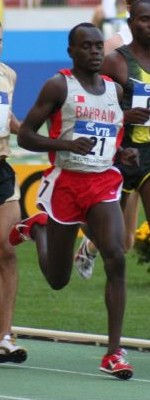
Der siebtplatzierte Belal Mansoor Ali
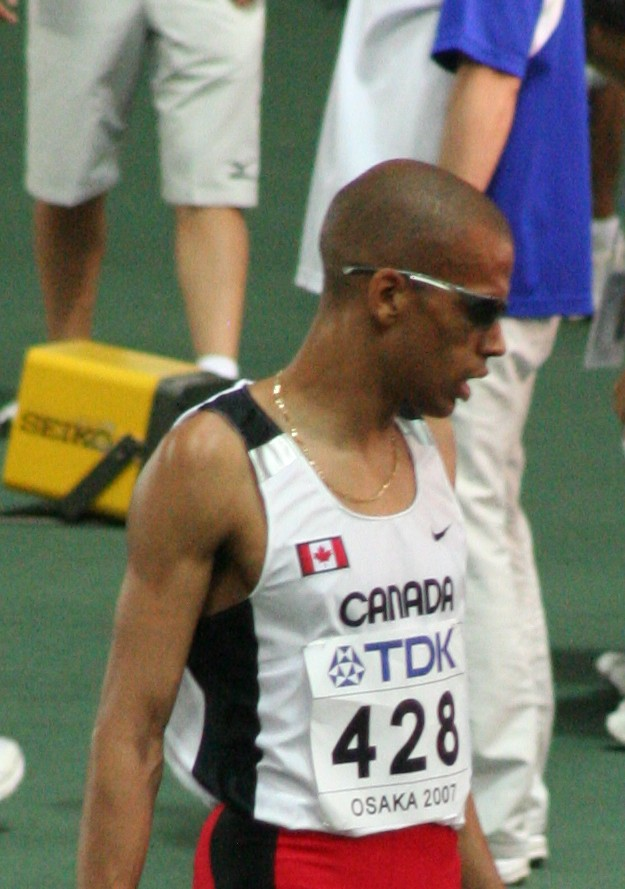
Rang acht für Gary Reed

## Video
- ntujavelin: 2005 World Championship Men's 800m auf YouTube, 26. Dezember 2008, abgerufen am 7. Oktober 2020.